# Kuvajt (mesto)
Kuvajt (arabsko مدينة الكويت‎‎) je glavno mesto istoimenske suverene države na Arabskem polotoku in s približno 2,4 milijona prebivalcev širšega mestnega območja daleč največje naselje v tej pretežno puščavski državi, kjer živi več kot polovica njenih prebivalcev. Stoji ob južni obali Kuvajtskega zaliva, ki se odpira na severozahodu Perzijskega zaliva in predstavlja globoko naravno pristanišče. Ob njegovih obalah se razprostira somestje, ki poleg mesta Kuvajt obsega še sosednja naselja ter predstavlja dom devetim desetinam Kuvajtčanov. Samo mesto Kuvajt znotraj administrativnih meja je majhno in šteje le okrog 60.000 prebivalcev.
Preostanek države je puščavski in negostoljuben, ponaša pa se z enimi največjih zalog surove nafte na svetu. Izkoriščanje teh zalog je po drugi svetovni vojni vodilo v nesluten razmah glavnega mesta, v katerem se dvigajo številni poslovni nebotičniki, hoteli. Mesto Kuvajt je zato eno najpomembnejših gospodarskih središč Bližnjega vzhoda. Geometrična razporeditev cest in enotnost v gradbenih materialih izdaja, da se je mesto razvijalo hitro in pod strogim vladnim nadzorom, le predeli, kamor se je bilo že od začetka razmaha dovoljeno naseljevati tujcem, so manj urejeni. Mesto ima univerzo (ustanovljena leta 1966), najopaznejša znamenitost pa so Kuvajtski stolpi, skupina treh betonskih vodnih stolpov, ki so simbol modernega Kuvajta.

## Zgodovina
Skozi vso njegovo zgodovino je v Kuvajtu živela večina prebivalcev območja, ki ga zdaj zajema država Kuvajt. Ustanovile so ga v začetku 18. stoletja družine, ki so se preselile na obalo iz notranjosti Arabskega polotoka, pod vodstvom klana Al-Sabah, ki še zdaj vlada državi. Staro mestno jedro je bilo obdano z zidom iz blata. Prebivalci so se preživljali s trgovanjem in izvozom biserov, dokler ni biserne industrije uničil vzpon gojenja ostrig na Japonskem. Mesto se je v 19. stoletju uspešno uprlo osmanski vladavini, a so bili njegovi vladarji prisiljeni v obrambno zvezo z Združenim kraljestvom.
Po odkritju zalog nafte v bližini leta 1936 se je pričel hiter gospodarski vzpon, ki je v mesto privabil množice tujih delavcev. Staro mestno jedro je leta 1951 odkupila vlada in ga skoraj povsem prezidala. Proti koncu 20. stoletja se je država zapletla v spor z režimom Sadama Huseina v Iraku, ki je leta 1990 okupiral Kuvajt in izropal mesto. Sledila je zalivska vojna med Irakom in koalicijo pod vodstvom Združenih držav Amerike, v kateri je bil Kuvajt močno poškodovan, a so se Kuvajtčani po koncu vojne vrnili v mesto in ga obnovili.